# بيرت بينيشو أبولكير
بيرت سلطانة بينيشو أبولكير(16 مايو 1888 - 19 أغسطس 1942)، هي شاعرة وكاتبة مسرحية فرنسية جزائرية كانت تكتب باللغة الفرنسية. تعد مسرحيتها «الكاهنة، أميرة بربرية» (1933) أول عمل فني تنشره امرأة يهودية في الجزائر.

## حياتها
هي ابنة الشاعرة والناثرة اديلايد الزبيب من زوجها الثاني ماردوشيه بينيشو، وقد كان لها شقيق واحد على الأقل هو ريمون بينيشو.وكان زوجها، هنرى أبولكير، جراحًا واستاذًا جامعيًا أما ابنهما، جوزيه أبولكير، فكان جراحًا وسياسيًا.

## قائمة المؤلفات
- Assan, Valérie (13 June 2012). Les consistoires israélites d'Algérie au XIXe siècle: "L'alliance de la civilisation et de la religion" (in French). Armand Colin. ISBN 978-2-200-28179-3.
- Sartori, Eva Martin; Cottenet-Hage, Madeleine (1 January 2006). Daughters of Sarah: Anthology of Jewish Women Writing in French. Lynne Rienner Pub. ISBN 978-0-8419-1436-0.
- Yehezkiel, Aliza (2003). The Davidic Families: The Genealogy of Colette Aboulker-Muscat. Aliza Yehezkiel. ISBN 978-965-90295-1-8

## وصلات خارجية
- Berthe Bénichou-Aboulker Jewish Women's Archive